# Нил (имя)
Нил — мужское личное имя.

## Нил (русское имя)
Русское личное имя Нил происходит от греческого Νείλος. Происхождение последнего неясно, в греческой мифологии Нил (Νείλος) был сыном Океана и Тефиды (Тетис), богом реки Нил, предком таких мифологических героев, как Данай и Европа.
В истории православной церкви известно большое количество деятелей по имени Нил (в Византии и России).
Именины
- Нил (Тютюкин), священномученик, иеромонах 8 февраля (26 января), 20 (7) марта
- Нил (Смирнов), священномученик, протоиерей. 8 февраля (26 января), 2 октября (19 сентября)
- Нил Египетский, Тирский, священномученик, епископ 30 (17) сентября
- Нил Ерикусийский, преподобный. 29 (16) августа
- Нил Мироточивый, Афонский, преподобный. 20 (7) мая, 21 (8) июня, 25 (12) ноября
- Нил Постник, Синайский, отшельник, пресвитер 25 (12) ноября
- Нил Сорский, преподобный. 20 (7) мая
- Нил Столобенский, преподобный. 20 (7) декабря, 9 июня (27 мая)

## Нил (британское имя)
В английском языке есть сходное по звучанию имя Нил (чаще в написаниях Neil и Neal, также встречаются как фамилия или её основа), кельтского происхождения, скорее всего, от гэльского neall или nél, что может переводиться как «облако». Имеет варианты Ниалл, Нилл, Найджел, Ньяль, Ньядль. Из кельтских языков это имя попало также в скандинавские, в форме Ньял.